# Ribes hirtum
Ribes hirtum är en ripsväxtart som beskrevs av Alexander von Humboldt, Amp; Bonpl., Johann Jakob Roemer och Schult.. Ribes hirtum ingår i släktet ripsar, och familjen ripsväxter. Inga underarter finns listade i Catalogue of Life.